# Бонд стрит (цигарете)
Бонд стрит је међународни бренд цигарета. Производи га Филип Морис интернешнел.

## Историја
Раније познат под именом Стари Бонд стрит, бренд потиче из 1902. године. Филип Морис, оснивач компаније, имао је радњу у улици Бонд у Лондону. Те године, 1902, један од највећих поштовалаца компаније, краљ Алберт од Белгије, отворио радњу са именом Краљевски дуванџија. 
Бренд није доступан у САД.

## Врсте
- (црвени)
- (плави)
- (бели)